# Ernest Dong
Pour les articles homonymes, voir Dong.
Ernest Dong est un boxeur camerounais né le 22 février 1942 à Bafia.

## Carrière
Ernest Dong est médaillé d'argent dans la catégorie des poids super-légers aux championnats d'Afrique de Lagos en 1966.
Aux Jeux olympiques d'été de 1968 à Mexico, il est éliminé au premier tour dans la catégorie des poids super-légers par le Roumain Antoniu Vasile (en).